# Liste des partis politiques au Salvador
Cette page est une liste des partis politiques du Salvador.

## Partis représentés à l'Assemblée législative
- Alliance républicaine nationaliste (Alianza Republicana Nacionalista, ARENA), parti conservateur
- Front Farabundo Martí de libération nationale (Frente Farabundo Martí para la Liberación Nacional, FMLN), parti progressiste
- Grande alliance pour l'unité nationale (Gran Alianza por la Unidad Nacional, GANA), issu de la scission de l'ARENA, parti de centre-gauche
- Parti de la concertation nationale (Partido de Concertación Nacional, PCN), parti conservateur ayant succédé au Parti de la conciliation nationale
- Parti démocrate chrétien (Partido Demócrata Cristiano, PDC)

## Autres partis
- Changement démocratique
- Parti populaire républicain
- Parti travailliste
- Parti national républicain
- Parti National Pro Patria
- Parti national démocratique
- Parti révolutionnaire de l'unification démocratique
- Parti d'action nationale
- Union nationale d'opposition

## Sources
- Site de l'Assemblée législative - Groupes parlementaires